# ناغولد
ناغلد (بالألمانية: Nagold) هي medium regional center، Grosse Kreisstadt، مدينة وبلدة ألمانية تقع في ألمانيا في كالف.

## المدن التوأمة
مدن Longwy وJesenice Municipality هي مدن توأمة لـناغلد.

## أعلام
- ستيفان دورفلينجر
- ايبرهارد كارل
- كيفن واهر
- أوزوالد باير